# Filarmónica Polaca Báltica

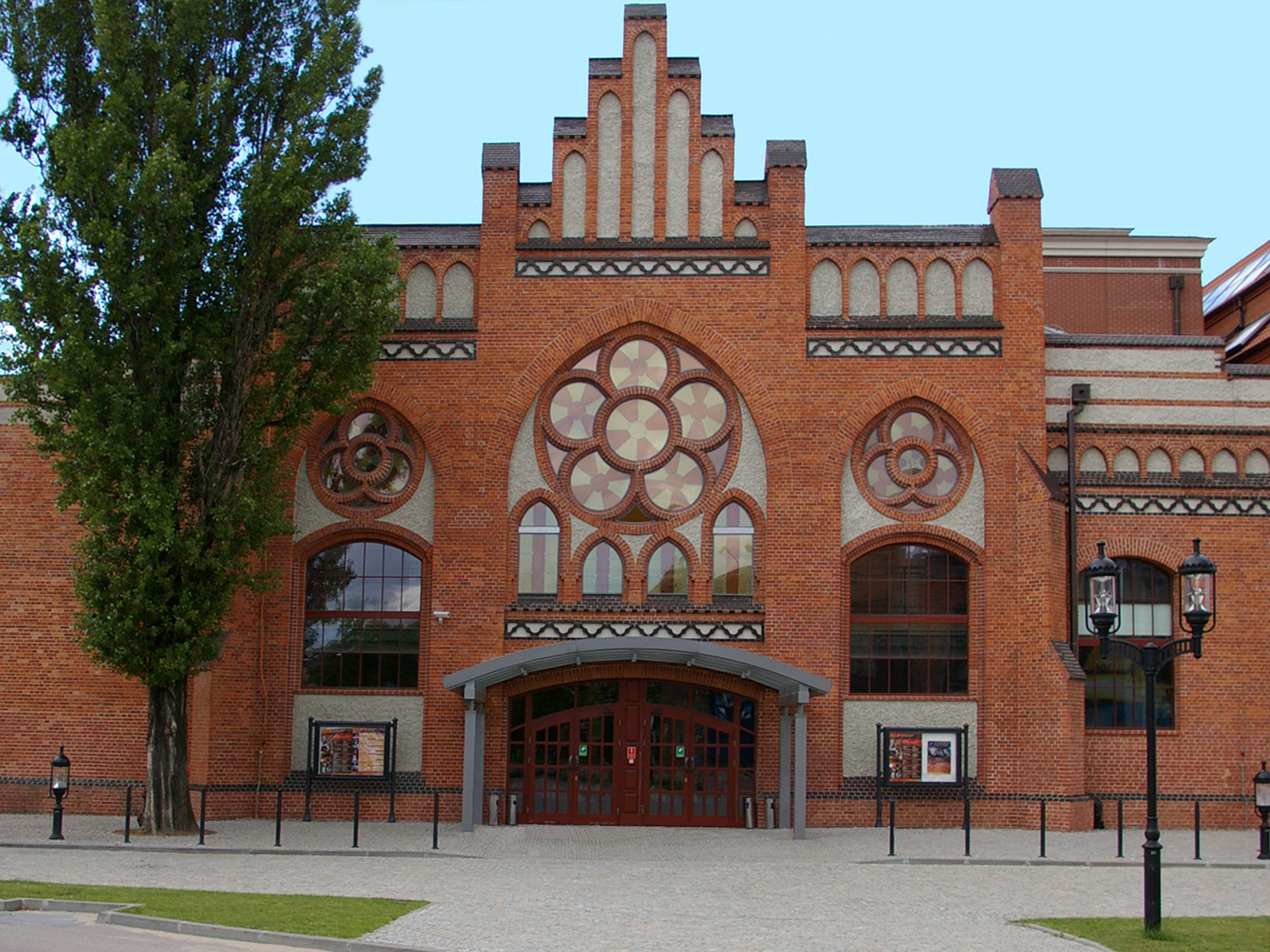
Filarmónica Polaca Báltica en la Isla Ołowianka.

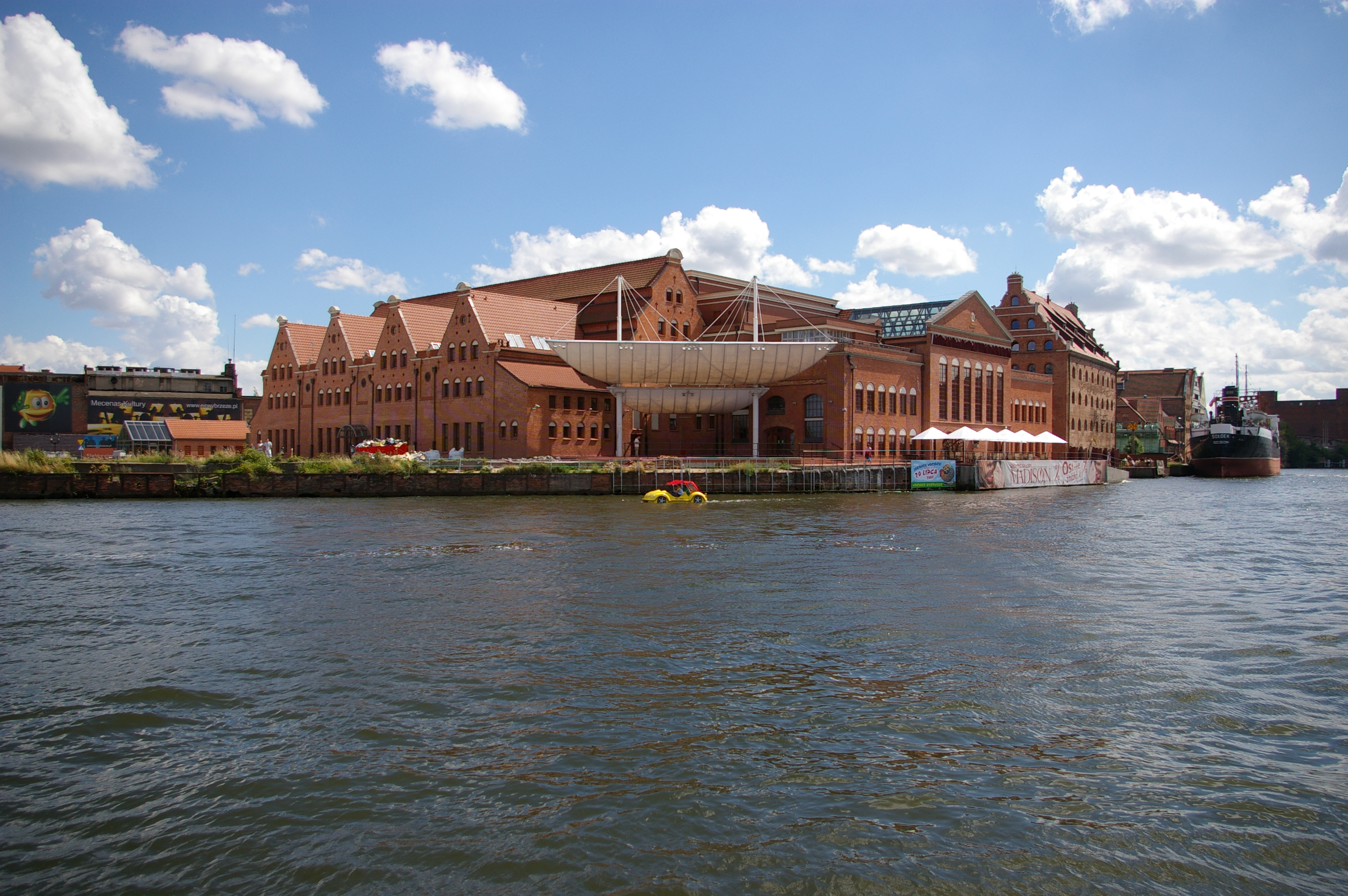
Filarmónica Báltica de Gdansk.

La Filarmónica Polaca Báltica Fryderyk Franciszek Chopin de Gdansk fue fundada en 1945 como la Orquesta Sinfónica. El concierto inaugural tuvo lugar el 29 de septiembre en la ciudad de Sopot. En 1949, al ser nacionalizada, fue renombrada como Filarmónica Polaca Báltica. En 1953 se fusionó con la oőpera local y renombrada a Ópera y Filarmónica Polaca Báltica. Después que una nueva orquesta sinfónica fuera fundada en 1974, la filarmónica se transformó en una institución independiente y obtuvo su actual nombre en 1993.
Desde septiembre de 2008 su director es Kai Bumann. Anteriormente dirigió la filarmónica el profesor Roman Perucki, conocido y galardonado organista.
Fue también elegida para albergar a la edición 2010 del congreso internacional Wikimanía.

## Edificio
El edificio que alberga la Sala Filarmónica del Báltico fue construido originalmente como una central eléctrica, con una fachada neogótica., entre 1897-1898 por la firma berlinesa de Siemens & Halske, y su expansión continuó hasta 1913.  La sede de la Filarmónica del Báltico polaco es un complejo de edificios en la antigua planta de finales del siglo XIX, ubicado en la isla de Ołowianka en Gdańsk. Después de que la planta cerrase en 1996, se adaptó posteriormente entre 1996-2005 como sala de conciertos. 
Este edificio de ladrillo con su elegante fachada neogótica está decorado con rosetas, torrecillas e incluso dos torres. Durante los últimos meses de la Segunda Guerra Mundial, el complejo sufrió daños severos. Recuperada y arrancada en agosto de 1945, la planta funcionó hasta su clausura en 1996. La reconstrucción, desarrollo y adaptación de estos edificios fueron realizados por el estudio de arquitectura de Martin Kozikowski y KD Kozikowski Design. La Filarmónica del Báltico se compone de siete segmentos, que incluyen:
- sala de conciertos principal de 1,000 asientos
- sala de música de cámara para 200 asientos
- dos salas polivalentes
- vestíbulo (sala de exposiciones, 808 m²)
- hotel de 60 camas

En 2007, un busto de bronce de Frédéric Chopin, el patrón de la Filarmónica del Báltico, del escultor Gennady Jerszowa fue colocado en la Filarmónica 

### Sala de conciertos principal
La sala de conciertos principal tiene 1000 asientos. Su acústica fue diseñada por Witold Straszewicz junto con Eve Więckowska-Kosmala. Está equipado con los últimos sistemas de iluminación y sonido, interpretación simultánea, sistema de asistencia auditiva y un sistema de proyección estática y dinámica. Unas pantallas de techo móviles especialmente diseñadas y los acabados de las habitaciones permiten una fácil personalización de la acústica. También opera un sistema moderno que combina fibra permitiendo transmisiones de radio y televisión. 
La Filarmónica fue la sede de la conferencia internacional Wikimania 2010.